# Roger Taylor
Roger Meddows Taylor (sinh ngày 26 tháng 7 năm 1949) là nhạc sĩ người Anh, nghệ sĩ đa nhạc cụ, ca sĩ, nhà sáng tác nhạc. Ông được biết đến là tay trống của ban nhạc rock Queen.
Trong vai trò là một người sáng tác nhạc.Taylor đóng góp bài hát vào album của ban nhạc ngay từ ban đầu, sáng tác ít nhất một ca khúc trên mỗi album, và thường hát chính trên tác phẩm của riêng mình. Ông viết hoặc đồng sáng tác ba bài hát xếp hạng đầu của Vương quốc Anh là ("These Are the Days of Our Lives", "Innuendo" và "Under Pressure")và đóng góp thêm 5 bài hit khác là ("Radio Ga Ga", "A Kind of Magic","Heaven for Everyone", "Breakthru", và "The Invisible Man").Ông cũng thường được biết là nhạc sĩ viết chính cho 10 bản hit của " One Vision ", mặc dù các ca khúc được cho là của toàn bộ ban nhạc.Ông đã hợp tác với các nghệ sĩ như Eric Clapton, Roger Waters,  Roger Daltrey,  Robert Plant, Phil Collins, Genesis, Jimmy Nail, Elton John, Gary Numan, Shakin ' Stevens, Foo Fighters , Al Stewart, Steve Vai, Yoshiki, Cyndi Almouzni và Bon Jovi.

## Tiểu sử
Roger Taylor sinh ra ở bệnh viện West Norfolk & Lynn King's Lynn, Norfolk nước Anh vào ngày 26 tháng 7 năm 1949.
Năm 1967, ông chuyển đến London để nghiên cứu nha khoa tại trường London Hospital Medical College nhưng ông đã sớm trở nên chán nản với nha khoa.

## Sự nghiệp âm nhạc
Taylor gặp   Brian May và Tim Staffell năm 1968 sau khi nhìn thấy một quảng cáo trên một bảng thông báo tại Imperial College cho một tay trống.Ban nhạc Smile bao gồm May là tay guitar, Staffell hát chính và chơi bass,còn Taylor chơi trống.Ban nhạc chỉ tồn tại trong 2 năm trước khi Staffell tham gia vào ban nhạc Humpy Bong,rời khỏ ban nhạc để lại 9 bài hát cho ban nhạc:
- "Earth" (Staffell)
- "Step On Me" (Staffell/May)
- "Doin' Alright" (Staffell/May)
- "Blag" (Taylor)
- "Polar Bear" (May)
- "Silver Salmon" (Staffell)
- "See What A Fool I've Been"
- "If I Were a Carpenter"
- "April Lady"

## 1970 đến nay
Taylor làm việc với Freddie Mercury tại chợ Kensington(họ sống gần nhà nhau ở thời điểm này).Mercury khi đó được biết đến với tên gọi Freddie Bulsara là một fan của ban nhạc Smile.Năm 1970 Mercury đưa 2 thành viên của ban nhạc Smile trước đây tham gia vào ban nhạc Queen.Năm 1971 họ thêm tay guitar John Deacon vào ban nhạc.Sau khi Freddie Mercury qua đời năm 1991 ban nhạc vẫn tiếp tục hoạt động sau đó tay guitar John Deacon cũng rời khỏi ban nhạc nên chỉ còn lại 2 thành viên là Brian May và Roger Taylor còn hoạt động